# Bob na Zimskih olimpijskih igrah 2006
Tekmovanja v bobu na XX. zimskih olimpijskih igrah so potekala v snežnem kanalu v Cesani Pariol. Podelili so 3 komplete medalj.

## Medalje
| Mesto | Država  | Zlato | Srebro | Bron | Skupaj |
| ----- | ------- | ----- | ------ | ---- | ------ |
| 1.    | Nemčija | 3     | 0      | 0    | 3      |
| 2.    | Kanada  | 0     | 1      | 0    | 1      |
| 2.    | Rusija  | 0     | 1      | 0    | 1      |
| 2.    | ZDA     | 0     | 1      | 0    | 1      |
| 5.    | Švica   | 0     | 0      | 2    | 2      |
| 6.    | Italija | 0     | 0      | 1    | 1      |

## Moški

### Dvosed
18. februarja je potekal 1. in 2. krog ter 19. februarja 3. in 4.
| Medalja | Tekmovalca                                  | Čas     |
| Zlato   | Nemčija I (André Lange / Kevin Kuske)       | 3:43.38 |
| Srebro  | Kanada I (Pierre Lueders / Lascelles Brown) | 3:43.59 |
| Bron    | Švica I (Martin Annen / Beat Hefti)         | 3:43.73 |

### Štirised
24. februarja je potekal 1. in 2. krog ter 25. februarja 3. in 4.
| Medalja | Tekmovalci                                                                              | Čas     |
| Zlato   | Nemčija I (André Lange / Rene Hoppe / Kevin Kuske / Martin Putze)                       | 3:40.42 |
| Srebro  | Rusija I (Aleksander Zubkov / Philippe Egorov / Aleksej Seliverstov / Aleksej Vojevoda) | 3:40.55 |
| Bron    | Švica I (Martin Annen / Thomas Lamparter / Beat Hefti / Cedric Grand)                   | 3:40.83 |

## Ženske

### Dvosed
20. februarja je potekal 1. in 2. krog ter 21. februarja 3. in 4.
| Medalja | Tekmovalki                                          | Čas     |
| Zlato   | Nemčija I (Sandra Kiriasis in Anja Schneiderheinze) | 3:49.98 |
| Srebro  | ZDA I (Shauna Rohbock in Valerie Fleming)           | 3:50.69 |
| Bron    | Italija I (Gerda Weissensteiner in Jennifer Isacco) | 3:51.01 |